# プブリウス・ピナリウス・マメルキヌス・ルフス
プブリウス・ピナリウス・マメルキヌス・ルフス（ラテン語: Publius Pinarius Mamercinus (もしくはMamertinus) Rufus、生没年不詳）はパトリキ（貴族）出身の共和政ローマ初期の政治家・軍人。紀元前489年に執政官（コンスル）を務めた。

## 出自
ルフスはピナリウス氏族としては最初の執政官である。ピナリウス氏族はローマでも古い氏族であり、その先祖はローマ建国時に遡るとされる。
リウィウスは紀元前489年の執政官名を記しておらず、ディオニュシオスはプブリウス・ピナリウス・ルフスとしか記していない。ただ、古代の記録にこの年の執政官をユッルスとマメルティヌスとするものがあり、マメルティヌスである可能性も高い。

## 経歴
ルフスは紀元前489年に執政官に就任。同僚執政官はガイウス・ユリウス・ユッルスであった。
ウォルスキの指導者の一人であるアッティウス・トゥッリウスは、ローマを追放されていた将軍グナエウス・マルキウス・コリオラヌスを受け入れ、紀元前494年の敗北の復讐の機会を探っていた。ただ、ウォルスキでも疫病の流行や流れる月日で戦意が失われており、両者は彼らを焚き付けるのは容易ではないと感じていた。
ティトゥス・リウィウスによると、トゥッリウスはコリオラヌスと共に一計を案じ、ローマとの和解を偽って、この年にローマで行われた大競技会へウォルスキの若者を率いて参加した。トゥッリウスは競技会の開催直前、私的に執政官と会談し、ウォルスキの若者とローマ人の間に不和が爆発する可能性があると伝え、巻き込まれたくないとしてローマを退去した。両執政官はこれを元老院に伝え、彼らは直ちにウォルスキ人をローマから追放する事を決定した。理由も無しに競技会から締め出されたウォルスキ人は憤慨しており、トゥッリウスが扇動して火を付ける事は容易であった。・
翌紀元前488年、トゥッリウスが率いるウォルスキ軍はコリオラヌスと共にローマに侵攻するが、ルフスは交渉使節団の一人に選ばれている。

## 参考資料
- ティトゥス・リウィウス『ローマ建国史』
- Broughton, Thomas Robert Shannon (1951), The Magistrates of the Roman Republic, Philological Monograph No. 15, New York: American Philological Association, ISBN 0-89130-811-3
- この記事には現在パブリックドメインである次の出版物からのテキストが含まれている: Smith, William, ed. (1876). "Pinaria gens". Dictionary of Greek and Roman Biography and Mythology (英語). Vol. III.